# Parachrostia kishidai
Parachrostia kishidai là một loài bướm đêm thuộc họ Erebidae. Nó được tìm thấy ở Amami Ōshima.
Con trưởng thành bay in tháng 8 và tháng 10, but probably occur in several generations.
Sải cánh dài 11-12.5 mm. 